# Бабка і мураха (мультфільм, 1913)
«Бабка і мураха» — російський мультфільм ляльковий 1913 року Владислава Старевича, екранізація однойменної байки І. Крилова. Мультфільм виробництва акціонерного товариства „А. Ханжонков та К.»   . Довжина стрічки - 158 метрів  .

## Історія
Владислав Старевич став режисером, оператором, сценаристом та художником цієї картини . Зйомки картини проходили виключно у майстерні Старевича  . Він намагався передати через мультиплікацію та життя комах людську трагедію .
Художник Борис Міхін якось побував у майстерні Владислава Старевича . Майстерня була великою кімнатою, стіни якої були обвішані коробками різного розміру зі скляними кришками  . У кімнаті були метелики різних видів та розмірів, колекції жуків та інших комах. На столі лежала бабка, а поряд з нею її копія, виготовлена з тонкої гуми  . Старевич пояснив, що щоб зробити зі бабки справжню актрису, потрібно вигадати систему руху та спосіб регулювання швидкості цього руху. Для цього після створення мініатюрних акторських фігур використовують шарніри із дроту — це зробить фігури рухливими. Зйомки йдуть кадр за кадром, за допомогою чорного дроту послідовно змінюється рух. Успіх залежить від точного розрахунку рухів комах. Через кожен кадр змінюється положення крил бабки, рух ніжок, положення тулуба та голови. На прохання Міхіна показати, як саме ця робота проводиться, Старевич рішуче відмовив і сказав чекати виходу на екрани його стрічки. Крім Міхіна, в майстерні Старевича якось побував П. Новицький, який говорив, що художник проробив величезну роботу, пересуваючи пінцетом лапку бабки або вусик мурашки, щоб створити рух  . У цьому мультфільмі в одного з головних персонажів рухається верхня губа .
Незабаром робота над картиною була закінчена, і на неї чекав великий успіх. Роботи Старевича мали величезну популярність, і коли картина ще офіційно не вийшла, прокатні контори вже намагалися купити потрібну кількість екземплярів. Картина була показана в Російській імперії, Європі та США. Ханжонков вирішив показати картину цесаревичу Олексію . Мультфільм був показаний і заслужив схвалення  . Подарунок цесаревичу було оформлено так: плівку поклали в срібну коробку, напис на якій гласила «Стрекоза і мураха» — байка Крилова. На кришці також містилася назва торгової марки. На знак подяки за фільм Старевич отримав золотий медальйон з Пегасом, а Ханжонков - каблучку з діамантом .

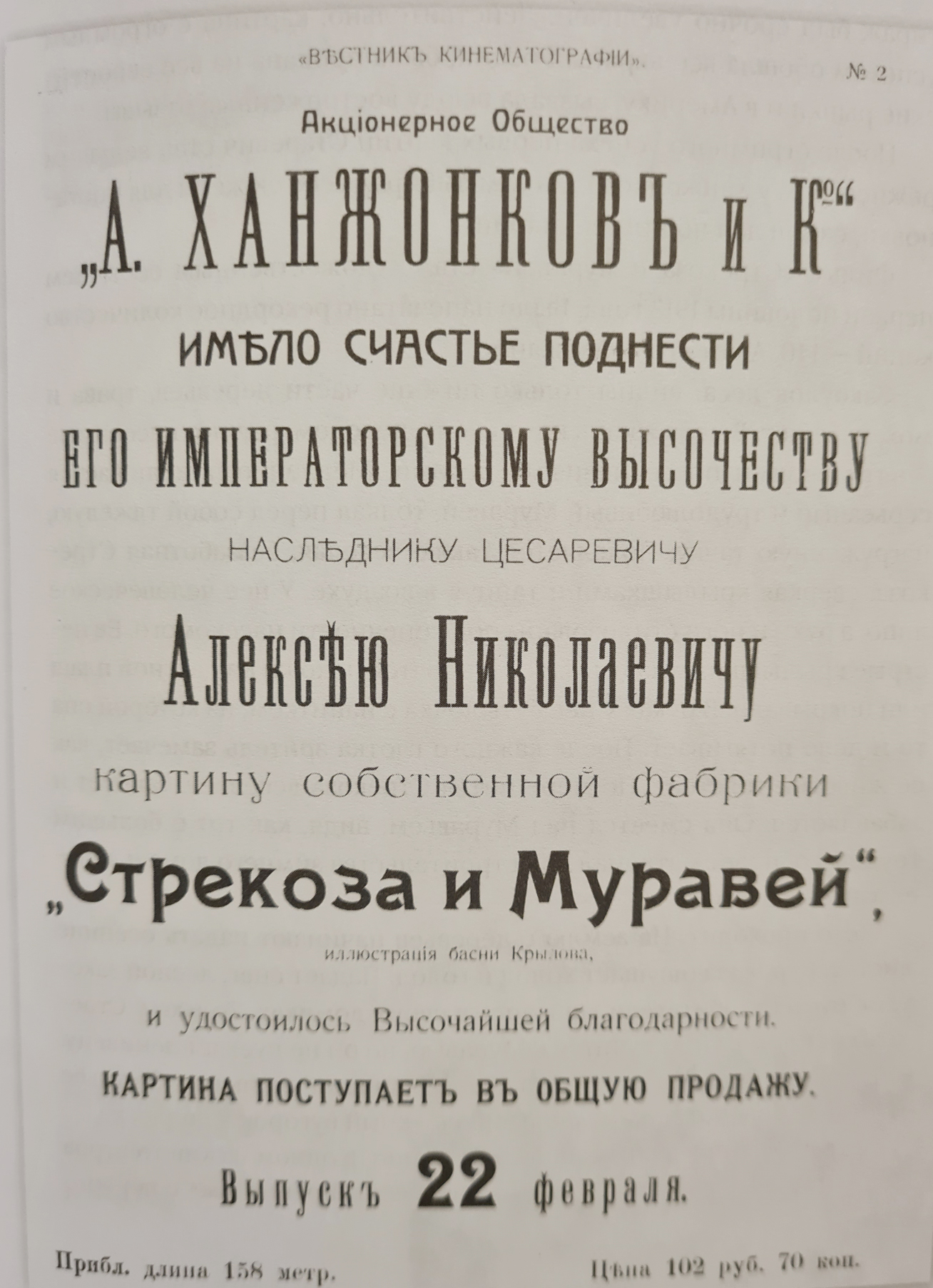
Реклама мультфільму, 1913 рік

У картині «Бабка та мураха» Старевича приділяється увага темі зловживання алкоголем. Головний герой - Бабка - сидить за столиком з іншими комахами і розпиває напої  . Будиночок Мураха зроблений Старевичем із матеріалу, який використовують справжні мурахи. Дерева, листя та трава зменшено пропорційно розмірам головних героїв, пластівці снігу, навпаки, збільшені. Художник вперше використав знімання великим планом – так він знімав головних героїв. Фігури персонажів робив із дерева, для очей використовував намистинки, щелепи були рухливі. Ще одним нововведенням стало застосування подвійної експозиції .
Російська прем'єра мультфільму відбулася 22 лютого 1913  .
У грудні 1913  в період Різдва в Копенгагені відбулося відкриття нового кінематографічного залу, який розташувався в готелі Palas-Hotel. На другому сеансі відбувся показ картини «Стрекоза та мураха» фірми «А. Ханжонков та К.». Зал аплодував у момент, коли мурашка поклала зрубані деревця на візок і відвезла його. У «Віснику кінематографії» було сказано, що це був перший випадок, коли аплодували фільму. «Стрекоза та мураха» стала першою картиною російського виробництва, яку побачили датчани . У Франції стрічка демонструвалася як додаток до програми у кінотеатрі Gaumond-Palace .
Луї Форестьє вважав, що цей та інші об'ємні мультфільми, створені Старевичем, переконали оточуючих у таланті художника та режисера та його художнього чуття .
Було надруковано рекордну кількість копій фільму – 140 штук  .
У 1935 році режисер Юрій Желябузький говорив про те, що стрічка Старевича настільки досконала, що якщо порівнювати її з сучасними роботами, не зрозуміло, яка з картин буде кращою .

## Сюжет
Ліс. Усі комахи зайняті своїми справами. З'являється Мураха, який штовхає перед собою важку тачку. Мураха серйозна і працьовита. Після Мураха з'являється Бабка, вона весела і безтурботна. Бабка танцює в повітрі. У Бабки людське обличчя, а кінцівки як у комахи. Крильця бабки схожі на кольоровий плащ. У руках Стрекози пляшка з напоєм, з якої вона робить ковтки. З кожним ковтком живіт Бабки збільшується, а сама комаха стає веселішою, пританцьовує. Бабка сміється над Мурашкою, бачачи його приготування до зими — збирання матеріалу для будівництва та запаси на зиму. Коли настає осінь і з дерев починає падати листя, Бабці стає холодно. Всі жителі лісу ховаються у своїх будиночках, вдома немає тільки у Бабки. Вона стукає до Мурашки, але він не пускає знайому до себе. Взимку Бабка залишається одна і вмирає   .

## Бабка чи Цикада?
У мультфільмі замість бабки бере участь коник. На думку Д. Ю. Кобякова, в байці слово «бабка» і позначало коника, так як у XIX столітті так називали обох комах  .
За зауваженням ж Лева Успенського, оскільки твір Крилова перегукується з байкою Лафонтена La cigale et la fourmi («Цикада і мураха»), де в оригіналі обидва герої — жіночої статі, Крилову потрібно залишити «жінкою» хоча б цикаду, але це слово могло здатися йому недостатньо зрозумілим більшості росіян, і "в результаті ж у байці з'явився дивний гібрид із двох різних комах. Зветься ця істота "бабкою", а "стрибає" і "співає" "в м'яких муравах", тобто в траві, явно як коник"  .
Цикади розповсюджені переважно у спекотних країнах у всіх частинах світу. Переробляючи байки Езопа Крилов змінив героїв байки: Цикаду — на Бабку, Мурашок — на Муравля.